# Río Sumida
El río Sumida (隅田川 Sumida-gawa?) es un río de Japón que atraviesa la ciudad de Tokio. Su origen está en la bifurcación artificial del río Arakawa en la presa de Iwabuchi (en el barrio tokiota de Kita), y desemboca en la bahía de Tokio. Tiene una longitud de 23,5 km. Entre sus afluentes se encuentran los ríos Kanda y Shakujii.
El río Sumida atraviesa los siguientes distritos de Tokio:
- Kita
- Adachi
- Arakawa
- Sumida
- Taitō
- Kōtō
- Chūō